# Болу (вилајет)
Вилајет Болу (тур. Bolu ili) је вилајет у Турској смештен на северу државе. Са популацијом од 271.208 становника. Административни центар вилајета је град Болу. Вилајет, географски као и економски, је део региона Црно море.